# Демпо
Де́мпо (индон. Gunung Dempo) — действующий вулкан в Индонезии в южно-западной части острова Суматра. Находится на Барисанском хребте. Высота 3173 м. Особенно сильное извержение произошло в 1908 и 1994 гг. Последнее извержение зафиксировалось в 2009 году. Демпо является стратовулканом. Имеет 7 кратеров, между которыми расположено множество озер. Диаметр самого большого озера 400 м.